# محمد عظیم محسنی
محمد عظیم محسنی (زاده ۱۳۵۳ ولسوالی ده صلاح بغلان) یک سیاست‌مدار اهل افغانستان است. وی توانست در دوره‌های شانزدهم و هفدهم مجلس نمایندگان افغانستان به عنوان نماینده مردم ولایت بغلان به پارلمان افغانستان راه یابد. او از اعضای کمیسیون مالی و بودجه ولسی جرگه است

## زندگی‌نامه
محمد عظیم محسنی زاده ۱۳۵۳ از ولسوالی ده صلاح ولایت بغلان است. وی تحصیلات دوران مدرسه خود را در لیسه سنگران به اتمام رساند و پس از آن وارد دانشگاه بغلان شد و توانست مدرک لیسانس را در رشته علوم اجتماعی در سال ۱۳۸۶ کسب کند. وی پس از آن فعالیت نظامی و تجاری داشته و رئیس شرکت پامیر نیز است.

## مجلس نمایندگان

### دوره شانزدهم
محمد عظیم محسنی در مجلس شانزدهم نمایندگان افغانستان عضو کمیسیون مالی، بودجه و امور بانک‌ها بود.

### دوره هفدهم
وی در انتخابات مجلس نمایندگان افغانستان در سال ۱۳۹۷ به کسب ۶٬۴۸۱ رای، توانست به دوره هفدهم پارلمان افغانستان راه یابد.

## دیگر فعالیت‌ها
دیگر فعالیت‌های ایشان:
- بیش از ۱۰ سال فعالیت نظامی.
- فعالیت تجاری و رئیس شرکت پامیر.